# José Manuel Santos Ascarza

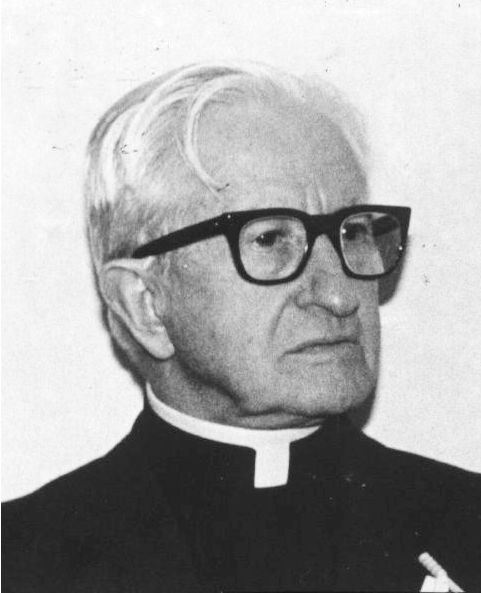
Erzbischof José Manuel Santos Ascarza OCD

José Manuel Santos Ascarza OCD (* 2. April 1916 in Llay Llay in der Región de Valparaíso, Chile; † 14. September 2007) war ein chilenischer Ordensgeistlicher und römisch-katholischer Erzbischof von Concepción.

## Leben
José Manuel Santos Ascarza trat der Ordensgemeinschaft der Unbeschuhten Karmeliten (OCD) bei und studierte Philosophie und Katholische Theologie am Priesterseminar in Santiago de Chile sowie an der Päpstlichen Universität Gregoriana in Rom. Dort machte er einen Abschluss in Kanonischem Recht und wurde in Philosophie promoviert. Am 7. Dezember 1938 empfing er in Rom die Priesterweihe. Er war Professor und später Regens des Priesterseminars in Valparaíso und Professor an der Päpstlichen Katholischen Universität von Valparaíso.
Papst Pius XII. ernannte ihn am 21. September 1955 zum Bischof von Valdivia im Süden von Chile, einem Suffraganbistum des Erzbistums Concepción. Die Bischofsweihe spendete ihm Erzbischof Sebastiano Baggio, Apostolischer Nuntius in Chile und späterer Kardinalkämmerer, am 4. Dezember 1955. 1956 war Santos Ascarza zudem Apostolischer Administrator des neuerrichteten Bistums Osorno.
Er war Teilnehmer aller vier Sitzungsperioden des Zweiten Vatikanischen Konzil sowie 1968 an der CELAM-Konferenz in Medellín.
Am 3. Mai 1983 wurde er von Papst Johannes Paul II. zum Erzbischof Concepción ernannt und am 17. Juni desselben Jahres in das Amt eingeführt. Santos Ascarza war mehrmals Präsident der chilenischen Bischofskonferenz und gehörte dem Päpstlichen Rat „Cor Unum“ an.
Am 29. Juli 1988 nahm Papst Johannes Paul II. seinen vorzeitigen Rücktritt an.